# ソフト電池
ソフト電池（ソフトでんち）とは、パルティオソフトによるコピーガード・ライセンス管理製品群。電池の概念をメタファーとしている事が特徴である。
コンピュータ用ソフトウェア等用を動作させるために必要となるライセンスファイルを、仮想的な電池として表現したものであり、同社のシステムの中でアプリケーションソフトウェアの使用を管理するために用いられる。
ソフト電池システムとは、ソフト電池を用いたソフトウェアの稼働管理システム、あるいは、ライセンス管理システムのことをいう。

## 概要
通常、ライセンスファイルを利用するタイプのコピーガード・ライセンス管理システムは、ライセンスファイルと呼ばれる暗号化されたファイルを導入し、それによってライセンス管理をするが、このソフト電池システムでは、その「ライセンスファイル」を「電池」に例えることでわかりやすく表現したことが特徴である。
ソフト電池システムを利用しているアプリケーションソフトウェアは、ソフト電池ランタイムプログラムと呼ばれる共通のランタイムソフトウエアを導入したコンピュータ上で動作する。まずソフトウエアを購入した際には、アプリケーションソフトウエア本体をダウンロードすると同時に、この「ソフト電池」と呼ばれるライセンスキーを自動的にダウンロードし、アクティベーションをアプリケーションソフトウエアに代わって行う。これをソフト電池の用語で「充電」と呼ぶ。これによって、ライセンス管理を行うソフト電池ランタイムプログラムと呼ばれる共通のランタイムソフトウエアに電池という形でライセンスが登録され、そこから起動を許可されたソフトウェアが動作する仕組みである。
ソフト電池はその使用時間や使用回数などを設定することができ、そこに設定された、あるいは購入した分だけ残量があり、利用状況に応じてソフト電池の量と言う形で利用できる回数が減っていく。残量設定がある電池の場合は、当然ながら利用回数が無くなればアプリケーションソフトウェアは使用できなくなる。このとき、引き続きそのアプリケーションソフトウェアを使用したければ、追加でソフト電池を購入して充電することで継続して使用できるようになる。
（実際には、ソフト電池の残量に応じて動作を制御する専用のAPIをアプリケーションソフトウェアの内部（ソースコード）に組み込むことによって、そのような振る舞いをするように実装する。）
このソフト電池を用いてアプリケーションソフトウェアの使用許諾権を付与（動作を制御）することにより、ソフト電池システムは、ソフトウェアの従量制課金、違法コピーの防止、デジタル著作権管理（DRM）などに利用されている。
一般的にライセンス管理に言い直せば、ソフト電池とはつまり、ライセンスファイルであり、共通ランタイムであるソフト電池ランタイムプログラムとはライセンス管理アプリケーションである。従って、ソフト電池という言葉は、一般的な用語として新語辞典に載るなどしているが、パルティオソフト株式会社が独自に開発販売しているシステム用の独自用語である。

## 特徴
以下は、パルティオソフト株式会社のソフト電池の特徴である。通常のライセンス管理システムの特徴については、関連項目を参照のこと。
- わざと使うためのハードルをあげている高価なソフトウエアで使用されるシステムとは異なり、通常のアプリケーションを使うような感覚で利用できる。
- 中小ソフトウエアベンダーでも利用しやすいよう、サーバ側のソリューションも同時に提供されており、また製品の利用料金が安価である。
- バイナリファイルを直接暗号化する「ラッピング」手法を用い、ソフトウエアに直接手を加えず、簡易な方法で対応することも可能。
- 独自の販売を強く押し出さず、ダウンロード販売店やソフトウエアメーカをまたいでも共通のランタイムを利用できる。
- Windows環境以外のソフトウェアには対応していない。
- Windows Vista以上については、管理者権限で動作させる必要があるなど一部注意が必要。
- PC（HDD等）が故障すると全てのソフトでライセンスが失われてしまい、再発行はソフトメーカーや販売元の個別対応となっている。[3]
- ネットワーク内でライセンスを付与するフローティングライセンス・ネットワークライセンス等の形態には対応していない。（その代わりソフト電池お預かりサービスを利用することで端末間移動が容易。）

尚、通常のライセンスによるライセンスファイルとコンピュータで動作するライセンス管理ソフトウエアシステムの持つ以下のような特徴も併せ持つ。
- ライセンスファイルで起動可能な期限や起動回数、機能に制限を加えることができる。（著しく期限が短い、あるいはソフトウエア側が対応してれば機能制限を行う体験版等のライセンス発行も可能。）
- 高度な暗号化処理等によって高い対クラック耐性を持つとされる。
- ダウンロードのソフトウエアの流通と、ライセンス管理を分離することができる。そのため厳格な管理が可能。
- 端末間の移転に対応。（但し、事前に操作・同社サイトへのユーザ登録、若しくは専用USBデバイスが必要。）